# Goiano e Paranaense
Goiano e Paranaense foi uma dupla de cantores e compositores de música sertaneja do Brasil, formada durante a década de 1980.
Valdomiro Neres Ferreira, conhecido como Goiano, nasceu em Sítio d'Abadia, Goiás, em 11 de maio de 1960 e morreu em Pinhalzinho, São Paulo, em 18 de julho de 2014 aos 54 anos, por problemas no fígado.
João Roberto Alonso, conhecido como Paranaense, nasceu Londrina, Paraná, em 25 de setembro de 1959.